# 貢貝
貢貝是西非國家尼日利亞東北部的城市，在1996年成為新成立的貢貝州的首府，建城於19世紀初，面積52平方公里，主要經濟活動包括貿易、水泥業和紡織業，2006人口約261,358。
10°17′N 11°10′E / 10.283°N 11.167°E